# Брунеј на Светском првенству у атлетици на отвореном 2019.
Брунеј је учествовао на 17. Светском првенству у атлетици на отвореном 2019. одржаном у Дохи од 27. септембра до 6. октобра четрнаести пут. Репрезентацију Брунеја представљао је један такмичар који се такмичио у трци на 200 метара.,
На овом првенству такмичар Брунеја није освојио ниједну медаљу нити је остварио неки резултат.

## Учесници
Мушкарци:
- Muhd Noor Firdaus ar-Rasyid — 200 м

## Резултати

### Мушкарци
| Атлетичар                   | Дисциплина | Лични рекорд | Квалификације | Квалификације | Полуфинале           | Полуфинале           | Финале               | Финале       | Детаљи |
| Атлетичар                   | Дисциплина | Лични рекорд | Резултат      | Место         | Резултат             | Место                | Резултат             | Место        | Детаљи |
| --------------------------- | ---------- | ------------ | ------------- | ------------- | -------------------- | -------------------- | -------------------- | ------------ | ------ |
| Muhd Noor Firdaus ar-Rasyid | 200 м      | 21,39 НР     | 21,99         | 7. у гр. 2    | Није се квалификовао | Није се квалификовао | Није се квалификовао | 48 / 50 (53) |        |